# エウセビオ・キノ

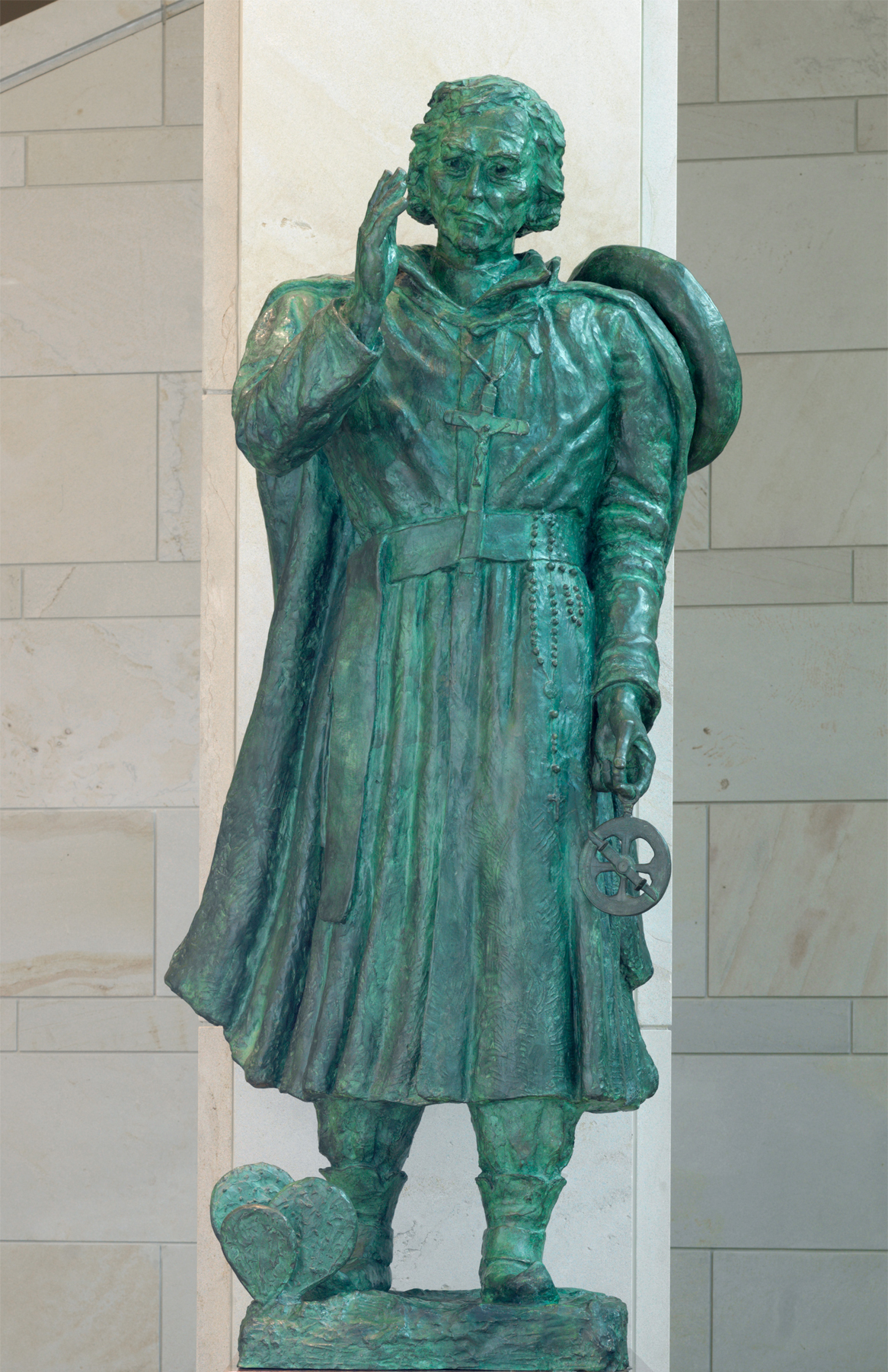
エウセビオ・キノのブロンズ像

エウセビオ・フランシスコ・キノ修道士（Eusebio Francisco Kino, 1644年8月10日-1711年3月15日）はカトリック教会司教。現在のメキシコ北西部とアメリカ合衆国南西部でのインディアン、主にソバイプリ (Sobaipuri) とアッパー・ピマ (Pimería Alta) の集団をキリスト教化するのに使用した方法で有名になった。彼は20以上の伝道所とビスタ（田舎の礼拝堂）を創設し、インディアンとイエズス会との関係を作る彼の能力で知られた。

## 経歴
キノはエウセービオ・フランチェスコ・キーニ（Eusebio Francesco Chini）として、1644年8月10日にトレント司教国のヴァル・ディ・ノン渓谷にある村セーニョ（現在のイタリアのトレント自治県ターイオの分離集落）で生まれた。重病から回復した後に、1665年11月20日、キノはイエズス会に加わった。彼は東洋に行くことを希望していたが、ヌエバ・エスパーニャの北の開拓地に伝道所を設立するよう命じられ、スペイン（エスパーニャ）でキルヒ彗星の観測記録を出版した後、1681年にスペインを発った。彼はバハ・カリフォルニアへの遠征を率いた。1685年の干ばつの後、キノはメキシコシティに強制的に戻された。
宣教師としての活動に加えて、エウセビオ・キノは他の技能にも長けており、天文学者、数学者、地図製作者でもあった。彼はピメリア・アルタ、カリフォルニア湾、バハ・カリフォルニアの最初の正確な地図を描いた。木で船の模型を作ることも楽しんでいた。地図と船の知識で、彼はメキシコのインディアンが容易に海路でカリフォルニアに行けることができると信じるようになった。それは当時のメキシコシティの宣教師たちに懐疑を持たれていた意見だった。

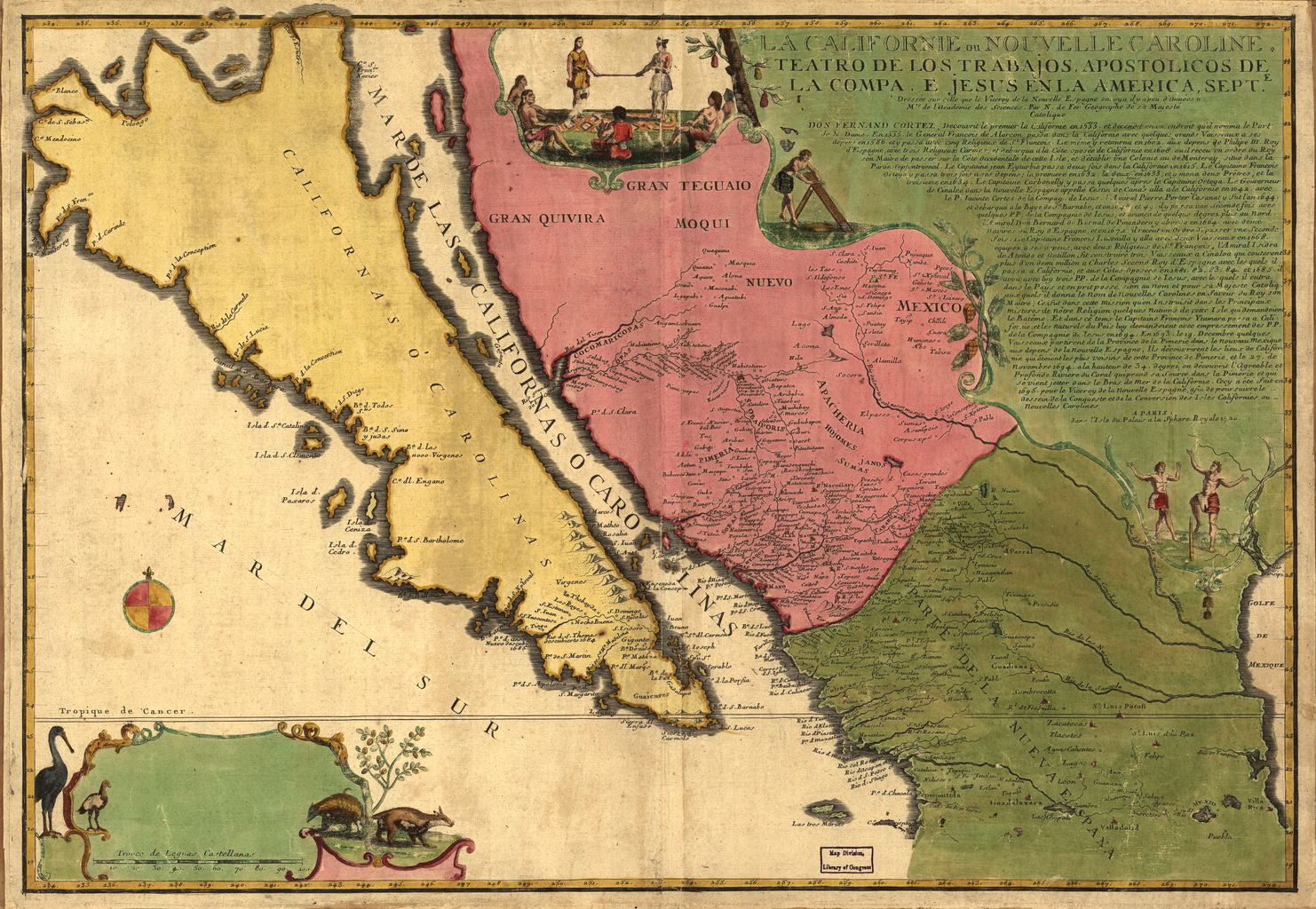
地図製作者ニコラ・ド・フェルによって手彩色されたこの地図は、もともと1696年にキノによって作成され、「カリフォルニアあるいはヌエバ・カロリーナ。北アメリカにおけるイエズス会の使徒的活動の地」と呼ばれる

1687年、キノ神父はピマと働くためにソノラに到着し、その州に最初のカトリック教会を設立した。キノはメキシコ北部を横切ってカリフォルニアとアリゾナまで旅行した。以前には近づき難かった地域をつなげるために道路が敷設された。彼の馬による遠征は、13万平方キロ以上をカバーし、長さ300km、幅400km分の領域を地図にして、キノがソノラに行くまで、島だと信じられていたバハ・カリフォルニアを半島であると推論した。キノはバハ・カリフォルニアへの最初の陸路の遠征を率いて、その地域に関する以前の仮定が間違っていたことを証明した。
キノはインディアンにはよりよい生き方が必要であるという考えの熱心な信者で、インディアンに農業の基礎を教えて家畜と種子を与え、当時のソノラの経済成長にとって重要な役目を果たした。キノに関して広く知られている事実のひとつは、彼が懸命にソノラのインディアンを守るために戦ったということである。キノは、スペイン人が彼らに課そうとしていた銀山での重労働に反対した。これは、多くがスペインが課した法律によって新世界で行動していた彼の修道士仲間の間で、かなりの論争を引き起こした。キノ神父はまた、宗教、天文学、地図に関する本を著した作家でもあった。彼はソノラの内陸から北東240kmの、アリゾナ州ツーソンのダウンタウンの南15kmにある聖ザビエル伝道教会まで、広く伝道所を設立した。彼は19の牧場を作り、新しい開拓地に牛を供給した。1697年のカリフォルニアへのイエズス会の帰還の際にも助けになった。

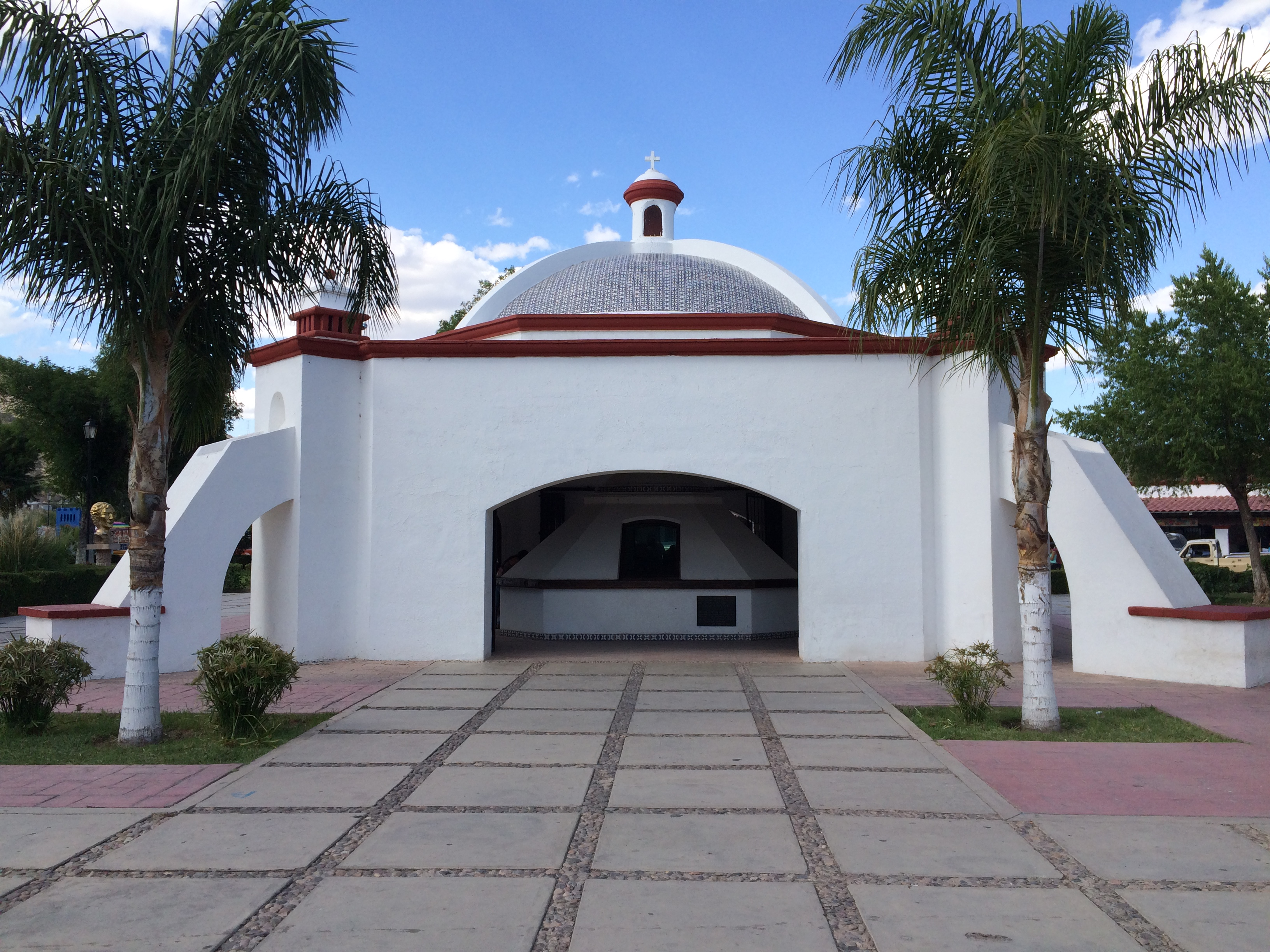
マグダレナ・デ・キノのキノの霊廟

エウセビオ・キノ神父は1711年にメキシコのマグダレナ（1966年にマグダレナ・デ・キノと改名した）で死ぬまで伝道に務めた。同地には彼の遺骨を納めた霊廟が建立されている。彼はメキシコとアメリカ合衆国双方から称えられており、さまざまな町、通り、記念碑、地理的な特徴が彼にちなんで名付けられている。1965年、神父の彫像がワシントンD.C.の国立彫像ホール・コレクションに寄贈された。アリゾナ州会議事堂、出身地のセーニョにも銅像が設置されている。
1970年にアリゾナ州の鉱山で発見された鉱物キノ石に命名されている。
2020年、ローマ教皇フランシスコにより、尊者に列聖された。